# XRNS
XRNS ist ein freies Dateiformat für Trackermodule auf Basis von XML, ZIP und FLAC.
Das Format wurde mit Renoise in Version 1.8 am 18. September 2006 eingeführt.
Da es sich bei XML um ein menschenlesbares Format handelt, können Musiker XRNS-Dateien auch durch direkte Bearbeitung des Quelltextes anpassen.
Da, wie bei Trackermodulen üblich, Samples direkt in den Musikstücke eingebunden werden sollten, haben sich die Entwickler dazu entschieden, ZIP-Dateien als Container für XML-Quelltext und Audiosamples zu verwenden.
Um die Musikstücke platzsparender zu speichern, kann auch auf verlustbehaftete Kompressionsformate wie Ogg Vorbis zurückgegriffen werden.
Mittlerweile existieren diverse Werkzeuge, um XRNS zu bearbeiten oder in andere Formate zu konvertieren.
Während Renoise selbst als Shareware veröffentlicht wird, steht das XRNS-Format unter der GPL.

## Programme
- Renoise